# Борн (переписна місцевість, Массачусетс)
Борн (англ. Bourne) — переписна місцевість (CDP) в США, в окрузі Барнстебел штату Массачусетс. Населення — 1497 осіб (2020).

## Географія
Борн розташований за координатами 41°43′55″ пн. ш. 70°36′57″ зх. д. / 41.73194° пн. ш. 70.61583° зх. д. (41.732015, -70.615767).  За даними Бюро перепису населення США в 2010 році переписна місцевість мала площу 7,66 км², з яких 4,36 км² — суходіл та 3,30 км² — водойми.

## Демографія
Згідно з переписом 2010 року, у переписній місцевості мешкало 1418 осіб у 675 домогосподарствах у складі 410 родин. Густота населення становила 185 осіб/км².  Було 963 помешкання (126/км²).
Расовий склад населення:
| - 93,7 % — білих - 1,5 % — азіатів - 0,9 % — корінних американців - 0,9 % — чорних або афроамериканців |

До двох чи більше рас належало 2,3 %. Частка іспаномовних становила 0,8 % від усіх жителів.
За віковим діапазоном населення розподілялося таким чином: 15,6 % — особи молодші 18 років, 60,9 % — особи у віці 18—64 років, 23,5 % — особи у віці 65 років та старші. Медіана віку мешканця становила 51,8 року. На 100 осіб жіночої статі у переписній місцевості припадало 92,1 чоловіків;  на 100 жінок у віці від 18 років та старших — 92,4 чоловіків також старших 18 років.
Середній дохід на одне домашнє господарство  становив 95 452 долари США (медіана — 68 393), а середній дохід на одну сім'ю — 103 013 долари (медіана — 74 688). За межею бідності перебувало 8,2 % осіб, у тому числі 11,9 % дітей у віці до 18 років та 8,7 % осіб у віці 65 років та старших.
Цивільне працевлаштоване населення становило 602 особи. Основні галузі зайнятості: освіта, охорона здоров'я та соціальна допомога — 48,8 %, науковці, спеціалісти, менеджери — 12,6 %, мистецтво, розваги та відпочинок — 11,5 %.